# Капетильо, Раймундо
Раймундо Санчес Капетильо (исп. Raymundo Sanchez Capetillo; 1 сентября 1945, Мехико, Мексика — 12 июля 2020, там же) — известный мексиканский актёр театра и кино.

## Биография
Родился 1 сентября 1945 года в Мехико. Являлся старшим двоюродным братом известного актёра Гильермо и актёра и певца Эдуардо Капетильо, которые попали в мексиканский кинематограф с подачи своего старшего двоюродного брата. После окончания средней школы пошёл учиться на учителя и экономиста и получил две эти профессии, но страсть к кинематографу покорила его и он решил стать актёром. В мексиканском кинематографе дебютировал в 1969 году и с тех пор снялся в 42 работах в кино и телесериалах. Телесериалы «Дикая Роза» и «Марисоль» оказались весьма успешными в карьере актёра, особенно потому что в телесериале «Дикая Роза» он играл вместе со своим братом Гильермо. Актёр был известен также и в театральном направлении, приняв участие в 21 театральной постановке.

### Последние годы жизни
Был госпитализирован 5 июля 2020 года в больницу Сан-Анхель Мехико из-за проблем с дыханием. Тесты на коронавирус дали положительные результаты. Проблемы с дыханием у актёра возникли из-за инфицирования коронавирусом.
Скончался 12 июля 2020 года в больнице Сан-Анхель Мехико от осложнений, связанных с коронавирусом.

## Фильмография
- Лгать, чтобы жить (сериал, 2013) Mentir para vivir ... Juez Edmundo Valencia
- Свирепая любовь (сериал, 2012) Amor bravío ... Francisco Javier Díaz
- Как говорится (сериал, 2011 – ...) Como dice el dicho ... Ernesto
- Дикое сердце (сериал, 2009 – ...) Corazón salvaje ... Raúl de Marín
- Роза Гваделупе (сериал, 2008 – ...)  La rosa de Guadalupe ... Gonzalo
- Женщины-убийцы (сериал, 2008 – ...) Mujeres asesinas ... Mariano Davila
- Страсть Pasión ... Justo Darién
- Третий (2005) Tres ... Don Luis
- Преграда на пути любви (сериал, 2005) Barrera de amor ... Nicolás Linares
- Сердца на пределе (сериал, 2004) Corazones al límite ... Daniel Molina
- Фата невесты (сериал, 2003 – ...) Velo de novia ... Filemón Paz
- Источник (сериал, 2001 – 2002) El manantial ... Dr. Álvaro Luna
- Моя судьба — это ты (сериал, 2000)  Mi destino eres tú ... Sergio Rivadeneira
- Тюрьма 3 (1999) Reclusorio III
- Рождественская сказка (мини-сериал, 1999) Cuento de Navidad
- Обманутые женщины (сериал, 1999 – 2000) Mujeres engañadas ... Ramiro
- Мятежная душа (сериал, 1999) Alma rebelde
- Мечтательницы (сериал, 1998 – 1999) Soñadoras ... Horacio de la Macorra
- Материнское чувство (сериал, 1997) No tengo madre ... Norberto Nerón (1997)
- Марисоль (сериал, 1996) Marisol ... Diego Montalvo
- Волшебная молодость (сериал, 1992) Mágica juventud ... Ernesto Grimaldi (1992)
- Горькие цепи (сериал, 1991) Cadenas de amargura ... Renato
- Ловушка (сериал, 1988) La trampa ... Gabriel (1988)
- Дикая Роза (сериал, 1987 – 1988) Rosa salvaje ... Doctor Reynaldo
- Bestia nocturna (1986)
- Хуана Ирис (сериал, 1985) Juana Iris ... Rafael
- Женщина, случаи из реальной жизни (сериал, 1985 – ...) Mujer, casos de la vida real
- Хищница (сериал, 1983) La fiera ... Marcel
- Тщеславие (сериал, 1980) Ambición ... Armando (1980)
- Мама-компаньонка (сериал, 1978) Mama campanitas ... Gabriel
- Вивиана (сериал, 1978) Viviana ... Alfonso Cernuda
- Месть (сериал, 1977) La venganza
- Акапулько 12-22 (1975) Acapulco 12-22 ... Willie
- Santo en Anónimo mortal (1975) ... Rocha
- Los perros de Dios (1974)
- У любви нет женского лица (1973) El amor tiene cara de mujer ... Danny
- La satánica (1973)
- Итальянка собирается замуж (сериал, 1971) Muchacha italiana viene a casarse
- El despertar del lobo (1970) Party guest
- La hermanita Dinamita (1970)
- Белые розы для моей чёрной сестры (1970) Rosas blancas para mi hermana negra
- Вкус мести (1969)

## Театральные работы
- Август
- Билли
- Делай волны
- Дон Жуан
- Игрушки для брата
- Как ты хочешь
- Колодец одиночества
- Король Англии Эдуард II
- Любовник без стыда
- Рождественский салат
- Салат для любителей
- Ты умрешь голым
- Ужин брака
- Учусь быть леди